# S/2000 (90) 1
S/2000 (90) 1 est une lune astéroïdale de (90) Antiope découverte le 10 août 2000 à l'observatoire du Mauna Kea.

## Sources